# 副島綱雄
副島 綱雄（そえじま つなお、1881年（明治14年）1月24日 - 1941年（昭和16年）11月27日）は、日本の実業家。元大阪三品取引所常務理事。佐賀県多久市出身。
上皇后美智子の祖父で、今上天皇の曽祖父にあたる。

## 生涯
1881年（明治14年）1月24日、佐賀県士族の副島哲吾の次男として同県多久市で生まれる。後に副島冨五郎の養子となる。大阪高等商業学校（現在の大阪市立大学）を卒業。
その後、1917年（大正6年）から1923年（大正12年）まで江商（現在の兼松）上海支店長を務める。また日本が上海に作った国策企業である中支那復興の常務理事も務めた。その他にも天満織物監査役や1934年（昭和9年）から1937年（昭和12年）までは大阪三品取引所常務理事を歴任。また1929年（昭和4年）には副島家の家督を相続する。
妻は佐賀県鹿島市出身の副島アヤ。長女の富美子は日清製粉社長の正田英三郎の妻となり、上皇后美智子は綱雄の孫に当たる。
1941年（昭和16年）11月27日、東京都淀橋区戸塚にて死去。